# Mercosur
Mercosur eller Mercosul (spansk El Mercado Común del Sur, portugisisk Mercado Comum do Sul, på dansk også Det Sydamerikanske Fællesmarked) er en regional handelsblok der dækker fire sydamerikanske lande, Brasilien, Argentina, Paraguay og Uruguay. Venezuela blev suspenderet d. 1. december 2016 efter misligholdelse af Mercosurs kerneværdier.
Mercosur blev grundlagt i 1991 ved Asunción-traktaten, og udvidet i 1994 med Ouro Preto-traktaten. Formålet er at fremme frihandel og den frie bevægelighed af varer, mennesker, serviceydelser og kapital.
Mercosur kan spores tilbage til 1985, hvor den brasilianske præsident José Sarney og den argentinske præsident Raúl Alfonsín underskrev PICE-aftalen mellem Brasilien og Argentina. Programa de Integración y Cooperación Económica Argentina-Brasil der skulle integrere de to største latinamerikanske økonomier. 
I 2008 blev Mersocur lagt sammen med Den Andiske Sammenslutning for at skabe et regionalt samarbejde under Unasur, de sydamerikanske nationers forbund, der er opbygget på model efter den Europæiske Union.

## Medlemmer
- Argentina
- Brasilien
- Paraguay
- Uruguay
- Venezuela (suspenderet pr. 1. december 2016)

## Eksterne links
- Mercosurs hjemmeside Arkiveret 11. juni 2020 hos  Wayback Machine
- Fra den Brasilianske regering Arkiveret 7. februar 2005 hos  Wayback Machine
- BBC – Sydamerika danner et fælles marked

## Fodnoter
1. ↑  folketingstidende.dk/ebog/19961A?s=252
2. ↑  "Official Site of the Argentinian Subsecretary for Political and Commercial Management (Spanish)". Arkiveret fra originalen 19. maj 2007. Hentet 4. januar 2009.